# Дунли
Дунли́ (кит. упр. 东丽, пиньинь Dōnglì) — район городского подчинения города центрального подчинения Тяньцзинь (КНР).

## История
В 1949 году эта территория входила в состав уездов Тяньцзинь (天津县) и Нинхэ (宁河县). В 1953 году был образован городской район «Тяньцзиньский восточный пригород» (津东郊区), который в 1955 году был переименован в «Восточный пригородный район» (东郊区). В 1992 году район получил название Дунли.

## Административное деление
Район Дунли делится на 5 уличных комитетов, 3 посёлка и 1 волость.

## Транспорт
На территории района Дунли расположен Тяньцзиньский международный аэропорт Биньхай.

## Спорт
Район Тяньцзиня Дунли в 2006—2009 годах был представлен собственной футбольной командой «Тяньцзинь Дунли».